# Bryshere Y. Gray

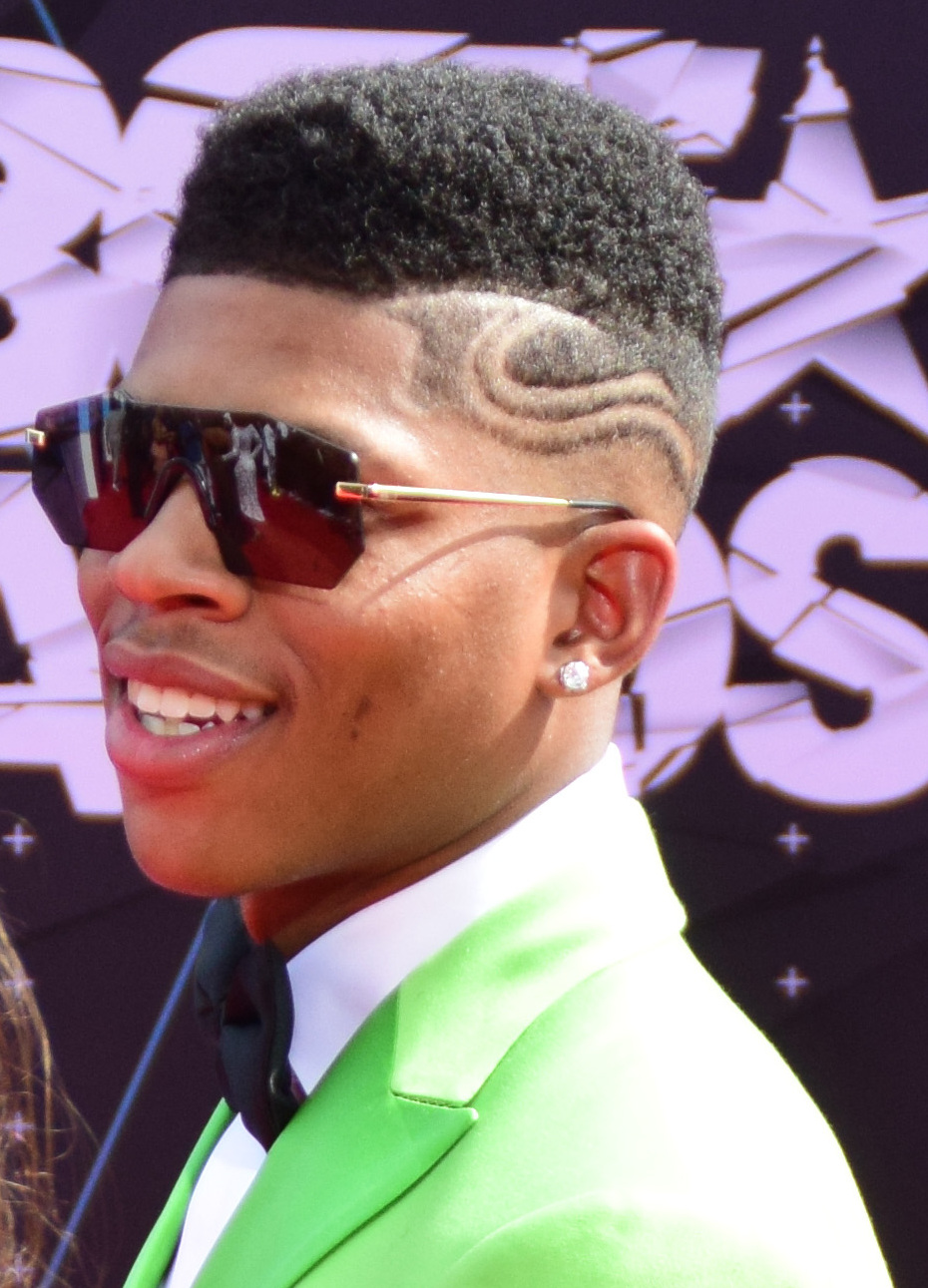
Bryshere Y. Gray

Bryshere Yazshawn „Yazz“ Gray (* 28. November 1993 in Philadelphia, Pennsylvania) ist ein US-amerikanischer Schauspieler und Rapper. Bekannt wurde er durch seine Rolle des Hakeem Lyon in der Fernsehserie Empire.

## Leben
Im Alter von 16 Jahren begann Gray, sich für Musik zu interessieren, nachdem er sich bei einem Footballspiel seines Highschool-Teams verletzt hatte. Um seine alleinerziehende Mutter finanziell zu unterstützen, trat er als Straßenkünstler auf. So wurde sein Manager Charlie Mack auf ihn aufmerksam.
Seit 2013 tritt Gray vermehrt auf Festivals in der Umgebung von Philadelphia auf, wie zum Beispiel dem Made in America Festival oder dem Picnic Festival. Danach wurde er als Opening Act für verschiedene Rapper wie 2 Chainz oder Fabolous gebucht.
Seit 2015 verkörpert Gray  die Rolle des Hakeem Lyon in der Fox-Fernsehserie Empire neben Co-Stars wie Terrence Howard und Taraji P. Henson.
Im März 2015 wurde bekannt, dass er einen Plattenvertrag bei Columbia Records unterschrieben hatte.

## Filmografie
- 2015–2020: Empire (Fernsehserie)
- 2018: Honey 4: Lebe deinen Traum

## Diskografie

### Singles
| Jahr | Titel Album                                 | Höchstplatzierung, Gesamtwochen, AuszeichnungChartplatzierungen (Jahr, Titel, Album, Platzierungen, Wochen, Auszeichnungen, Anmerkungen) | Höchstplatzierung, Gesamtwochen, AuszeichnungChartplatzierungen (Jahr, Titel, Album, Platzierungen, Wochen, Auszeichnungen, Anmerkungen) | Höchstplatzierung, Gesamtwochen, AuszeichnungChartplatzierungen (Jahr, Titel, Album, Platzierungen, Wochen, Auszeichnungen, Anmerkungen) | Höchstplatzierung, Gesamtwochen, AuszeichnungChartplatzierungen (Jahr, Titel, Album, Platzierungen, Wochen, Auszeichnungen, Anmerkungen) | Höchstplatzierung, Gesamtwochen, AuszeichnungChartplatzierungen (Jahr, Titel, Album, Platzierungen, Wochen, Auszeichnungen, Anmerkungen) | Anmerkungen                                         |
| Jahr | Titel Album                                 | DE | AT | CH | UK | US | Anmerkungen                                         |
| ---- | ------------------------------------------- | --- | --- | --- | --- | --- | --------------------------------------------------- |
| 2015 | You’re So Beautiful Empire Season 1 (O.S.T) | DE42 (2 Wo.)DE | — | — | — | US47 (4 Wo.)US | Erstveröffentlichung: März 2015 mit Jussie Smollett |
| 2015 | Drip Drop Empire Season 1 (O.S.T)           | DE73 (2 Wo.)DE | — | — | — | — | Erstveröffentlichung: Juli 2015 mit Serayah         |
| 2015 | Money for Nothing Empire Season 1 (O.S.T)   | DE94 (1 Wo.)DE | — | — | — | — | Erstveröffentlichung: Juli 2015 mit Jussie Smollett |

Weitere Singles
- 2015: No Apologies (mit Jussie Smollett)
- 2015: Ain’t About the Money (mit Jussie Smollett)
- 2016: Chasing the Sky (mit Terrence Howard und Jussie Smollett)
- 2016: Good People (mit Jussie Smollett)